# (6924) Fukui
(6924) Fukui es un asteroide perteneciente al cinturón exterior de asteroides, descubierto el 8 de octubre de 1993 por Kin Endate y el también astrónomo Kazuro Watanabe desde el Observatorio de Kitami, Hokkaidō, Japón.

## Designación y nombre
Designado provisionalmente como 1993 TP. Fue nombrado Fukui en honor al químico japonés Ken'ichi Fukui que fue galardonado con el Premio Nobel de Química en el año 1981. Propuso la "teoría de las fronteras orbitales".

## Características orbitales
Fukui está situado a una distancia media del Sol de 3,390 ua, pudiendo alejarse hasta 3,725 ua y acercarse hasta 3,054 ua. Su excentricidad es 0,099 y la inclinación orbital 12,22 grados. Emplea 2279 días en completar una órbita alrededor del Sol.

## Características físicas
La magnitud absoluta de Fukui es 11,6. Tiene 29,616 km de diámetro y su albedo se estima en 0,052.